# Фарго (2. сезона)
Друга сезона антологијске црно-хумористичке–криминалистичко-драмске телевизијске серије Фарго, премијерно је емитована 12. октобра 2015. године на FX-у. Главне улоге играју Кирстен Данст, Патрик Вилсон, Џеси Племонс, Џин Смарт и Тед Дансон. Сезона се састоји од десет епизода и завршила је с емитовањем 14. децембра 2015. године. Као антологија, свака сезона серије Фарго поседује своју самосталну причу, пратећи различит скуп ликова у различитим окружењима.
Преднаставак догађаја у првој сезони, друга сезона серије Фарго, одвија се на Горњем Средњем Западу у марту 1979. Прати животе младог пара—Пеги (Данст) и Еда Бламквиста (Племонс)—док покушавају прикрити убиство Раја Герхарта (Киран Калкин), сина Флојд Герхарда (Смарт), матријарха из породице злочина Герхарт. За то време, полицајац савезне државе Минесоте, Лу Солверсон (Вилсон), и шериф округа Рок, Хенк Ларсон (Дансон), истражују три убиства повезана са Рајем.
У споредним улогама појављују се Кристин Милиоти, Бред Гарет, Елизабет Марвел, Џефри Донован, Рејчел Келер, Зан Макларнон, Ангус Сампсон, Боким Вудбајн и Ник Оферман.
Холи и његов тим писаца искористили су другу сезону да прошире опсег приповедања емисије. Епизоде друге сезоне снимљене су у Калгарију у периоду од 85 дана. Серија је добила широко одобрење критичара и цитирана је као један од најјачих програма телевизијске сезоне 2015. Била је кандидат за мноштво награда, укључујући награду Еми за ударне термине за најбољу ограничену серију и најбољу ограничену серију и награду Златни глобус за најбољу мини-серију или телевизијски филм, и освојила неколико других признања признајући изузетна постигнућа у глуми, режији, писању, кинематографији, монтажи, специјалним ефектима и креативној режији.
Сезона је емитована од 8. фебруара до 11. априла 2016. године на AMC-ју у Србији. Касније се репризирала на РТС 1 и HBO Go-у.

## Улоге

### Главне
- Кирстен Данст као Пеги Бламквист, фризерка усредсређена на побољшање себе кроз самоактуализацију и технике поп психологије.
- Патрик Вилсон као Лу Солверсон, полицајац Државне патроле Минесоте и отац Моли Солверсон, једне од главних ликова прве сезоне. Кит Карадин тумачио је старију верзију лика у првој сезони.
- Џеси Племонс као Ед Бламквист, Пегиин супруг и помоћник локалног месара.
- Џин Смарт као Флојд Герхарт, супруга Ота Герхарта, шефа Фарговог најистакнутијег синдиката за организовани криминал. Након што је њен муж доживео исцрпљујући мождани удар, она мора да води династију Герхарт и да се носи са своја три жива сина, од којих се сваки бори да замени свог оца.
- Тед Дансон као Хенк Ларсон, шериф округа Рок, Луов таст, Бетсин отац и деда по мајци Моли Солверсон.

### Споредне
- Кристин Милиоти као Бетси Солверсон, Лоуова супруга, болује од рака.
- Џефри Донован као Дод Херхарт, најстарији од тројице браће Герхарт.
- Букин Вудбајн као Мајк Милиган, човек кога је криминална породица из Канзас Ситија послала да се обрачуна са породицом Герхарт.
- Бред Гарет као Џо Було, човек кога је криминална породица из Канзас Ситија послала да надгледа преговоре и потенцијално елиминисање породице Герхарт.
- Ник Оферман као Карл Ведерс, једини адвокат у граду.
- Мајкл Хоган као Ото Герхарт, Флојдин муж, који доживи мождани удар.
- Зан Макларнон као Ханзи Дент, некомуникативни домородачки Американац лојалан Доду Герхарту.
- Ангус Сампсон као Бер Герхарт, млађи брат Дода и старији брат Раја
- Адам Аркин као Хејмиш Брокер
- Рејвен Стјуарт као Моли Солверсон, један од главних ликова прве сезоне, приказана овде као дете.
- Емили Хејн као Норин Вандерслајс
- Данијел Берн као Сони Грир
- Бред Ман као Гејл Кичен
- Тод Ман као Вејн Кичен
- Елизабет Марвел као Констанс Хек
- Рејчел Келер као Симон Герхарт, Додова бунтовна ћерка.
- Алан Добреску као Чарли Герхарт, Беров син тинејџер који има благу церебралну парализу.
- Кир О'Донел као Бен Шмит
- Тери Кини као шеф Гибсон
- Брус Кембел као Роналд Реган
- Ен Кјузак као судија Мат
- Мајк Брадецић као Скип Спранг
- Грег Брајк као Верџил Брауер
- Марк Форвард као Дони Маршман, полицијски заменик

### Специјалне гостујуће
- Киран Калкин као Рај Герхадт, најмлађи од тројице браће Герхарт.
- Мартин Фриман као наратор
- Алисон Толман као Моли Солверсон
- Џои Кинг као Грета Гримли
- Колин Хенкс као Гас Гримли
- Кит Карадин као старији Лу Солверсон

## Епизоде
| Бр. еп. (укупно) | Бр. еп. (у сезони) | Наслов                            | Редитељ                      | Сценариста                         | Премијера          | Прод. код | Гледаност у САД (милиони) |
| ---------------- | ------------------ | --------------------------------- | ---------------------------- | ---------------------------------- | ------------------ | --------- | ------------------------- |
| 11               | 1                  | Чекајући Дача                     | Мајкл Апендал Рандал Ајнхорн | Ноа Холи                           | 12. октобар 2015.  |           | 1,59                      |
| 12               | 2                  | Пред законом                      | Ноа Холи                     | Ноа Холи                           | 19. октобар 2015.  |           | 0,96                      |
| 13               | 3                  | Мит о Сизифу                      | Мајкл Апендал                | Боб Делорентис                     | 26. октобар 2015.  |           | 1,21                      |
| 14               | 4                  | Страх и трепет                    | Мајкл Апендал                | Стив Блекман                       | 2. новембар 2015.  |           | 1,28                      |
| 15               | 5                  | Дар магова                        | Џефри Рајнер                 | Мет Волперт и Бен Недиви           | 9. новембар 2015.  |           | 1,13                      |
| 16               | 6                  | Носорог                           | Џефри Рајнер                 | Ноа Холи                           | 16. новембар 2015. |           | 1,15                      |
| 17               | 7                  | Јеси ли ти ово урадио? Не, ти си! | Кит Гордон                   | Ноа Холи, Мет Волперт и Бен Недиви | 23. новембар 2015. |           | 1,24                      |
| 18               | 8                  | Лаплоп                            | Кит Гордон                   | Боб Делорентис                     | 30. новембар 2015. |           | 1,32                      |
| 19               | 9                  | Замак                             | Адам Аркин                   | Ноа Холи и Стив Блекман            | 7. децембар 2015.  |           | 1,31                      |
| 20               | 10                 | Палиндром                         | Адам Аркин                   | Ноа Холи                           | 14. децембар 2015. |           | 1,82                      |